# Jan Kracik
Jan Kracik (ur. 11 listopada 1941 w Spytkowicach, zm. 24 kwietnia 2014 w Krakowie) – polski duchowny, katolicki prezbiter archidiecezji krakowskiej, historyk, profesor.

## Życiorys
Urodził się w rodzinie chłopskiej w Spytkowicach koło Rabki-Zdroju. Po zdaniu matury w Liceum Ogólnokształcącym im. Hugona Kołłątaja w Jordanowie w 1959 wstąpił do Wyższego Seminarium Duchownego w Krakowie, święcenia kapłańskie przyjął z rąk abp. Karola Wojtyły 11 kwietnia 1965 w katedrze na Wawelu. Następnie przez dwa lata pracował jako wikariusz w parafii pod wezwaniem św. Floriana w Żywcu-Zabłociu.
W latach 1967–1972 studiował na Katolickim Uniwersytecie Lubelskim, tam doktoryzował się w 1972. Rozprawę doktorską pt. Duszpasterstwo parafialne w dekanacie Nowa Góra w I poł. XVIII wieku napisał pod kierunkiem ks. prof. dr hab. Mieczysława Żywczyńskiego. W czasie studiów doktoranckich odbył roczny staż naukowy na Uniwersytecie Katolickim w Leuven. Tam uczestniczył w seminariach prof. Rogera Auberta. Od 1974 był wykładowcą historii Kościoła na Papieskim Wydziale Teologicznym w Krakowie, przekształconym w 1981 w Papieską Akademię Teologiczną, a od 2010 Uniwersytetu Papieskiego Jana Pawła II. W 1979 habilitował się na podstawie pracy pt. Vix venerabiles. Z dziejów społecznych niższego kleru parafialnego w archidiakonacie krakowskim w XVII–XVIII wieku (wyd. Kraków, 1982). Stanowisko profesora nadzwyczajnego otrzymał 8 maja 1990 natomiast 30 listopada 1998 otrzymał tytuł profesora nauk humanistycznych. Profesorem zwyczajnym został mianowany 1 grudnia 2008. Był wykładowcą Uniwersytetu Papieskiego Jana Pawła II w Krakowie (gdzie kierował Katedrą Historii Nowożytnej). Pisał na łamach „Tygodnika Powszechnego”, „Gazety Wyborczej” oraz miesięcznika „Znak”. Był członkiem zespołu redakcyjnego „Folia Historica Cracoviensia” i autorem kilkuset naukowych publikacji. Wypromował sześciu doktorów, kilkudziesięciu magistrów, zarówno na Wydziałach Historii, jak i Teologii Uniwersytetu Papieskiego Jana Pawła II w Krakowie. Jednym z jego doktorantów jest obecny arcybiskup metropolita łódzki kard. Grzegorz Ryś.
Był autorem 20 książek i ponad 500 artykułów. W kwietniu 2008 za książkę W Galicji trzeźwiejącej, krwawej, pobożnej otrzymał Nagrodę Krakowska Książka Miesiąca.
Był starszym bratem polityka Stanisława Kracika.
Zmarł 24 kwietnia 2014 w Krakowie.

## Publikacje
- Vix venerabiles. Z dziejów społecznych niższego kleru parafialnego w archidiakonacie krakowskim w XVII–XVIII wieku, Kraków 1982, s. 255
- Hultaje, złoczyńcy, wszetecznice w dawnym Krakowie (wraz z Michałem Rożkiem), Kraków 1986, s. 204
- Pokonać czarną śmierć. Staropolskie postawy wobec zarazy, Kraków 1991 s. 238, wyd. II jako Staropolskie postawy wobec zarazy, Kraków 2012, s. 224
- Ludzie z przedmieścia historii. Kleparzanie czasów staropolskich, Kraków, 1993, s. 369
- Żarty niepoświęcone, Kraków 1993, s. 112
- Radziechowy, parafia z jagiellońskich czasów, Radziechowy 1993, s. 78
- Jordanowska modlitwa wieków Kraków 1994, s. 75
- Parafia Dankowice. Szkic historyczny, Dankowice 1997, s. 24
- Święty Kościół grzesznych ludzi, Kraków 1998, s. 362
- Dziesięć wieków diecezji krakowskiej (wraz z Grzegorzem Rysiem), Kraków 1998, s. 242
- Trwogi i nadzieje końca wieków, Kraków 1999, s. 179
- Wola Radziszowska, parafia z czasów piastowskich Kalwaria 2000, s. 104
- Relikwie, Kraków 2002, s. 243
- Wspaniałe Bogu wystawione dzieło. Jak w Krakowie kościół świętej Anny budowano, Kraków, 2003, s. 81
- Gdy w przepaść męki Twej chodzę. Rozważania pasyjne, Wrocław 2003, s. 84
- Powszechny, Apostolski, w historię wpisany. Z wędrówek po kościelnej przeszłości, Kraków, 2005, s. 351
- Kościelnego roku przystanki co znaczniejsze, Wrocław 2005, s. 83
- Grzegorz VII, Kraków 2005, s. 97
- W Galicji trzeźwiejącej, krwawej, pobożnej, Kraków 2008, s. 158
- Spytkowice za królewskich i cesarskich czasów. Wieś i parafia, Kraków 2008, s. 247
- Ludzie królewskich Niepołomic Niepołomice 2008, s. 165
- Hultaje, złoczyńcy, wszetecznice w dawnym Krakowie (wspólnie z Michałem Rożkiem), Kraków 2010 (wyd.II), 2012 (wyd.III), Wydawnictwo Petrus
- Święci wielcy i pomniejsi. Żywoty nielukrowane, Kraków 2010, s. 201
- Historia kościoła katolickiego w Polsce Wrocław 2010, s. 170
- Święty Kościół grzesznych ludzi, Kraków 2011, Wydawnictwo Petrus
- Prawie wielebni. Z dziejów kleru parafialnego w XVII–XVIII wieku, Kraków 2011, s. 280
- Staropolskie spory o kult obrazów, Kraków 2009, Wydawnictwo Petrus
- Staropolskie postawy wobec zarazy, Kraków 2012, Wydawnictwo Petrus
- Staropolskie spory o kult obrazów, Kraków 2012, s. 146
- Paradoksy z dziejów Kościoła, Kraków 2013, s. 344
- Chrześcijaństwo kontra magia. Historyczne perypetie, Kraków 2012, s. 272
- Anegdoty niepoświęcone, Kraków 2012, Wydawnictwo M, ISBN 978-83-7595-516-3.
- Relikwie, Kraków 2014, Wydawnictwo Petrus[8]